# Camaleones (formație)
Camaleones este o trupă mexicană de muzică pop, grup cunoscut pentru membri care joacă în Camaleones. El a fost creat în Noiembrie, 2009

## Membrii
Membrii trupei sunt:
- Sherlyn (24 ani)
- Ferdinando Valencia (31 ani)
- Alberich Bormann (27 ani)
- Juan Carlos Flores (25 ani)
- Mariluz Bermúdez (23 ani)
- Erick Díaz  (21 ani)
- Taide Rodríguez (20 ani)
- Carla Cardona (22 ani)

## Albume
- 2009: Camaleones
- 2010: TBA

## Filmografie
- 2009-2010: Camaleones

### Camaleones
- Sherlyn ca Solange „Sol” Ponce de León Campos
- Carla Cardona ca Mercedes Márquez
- Mariluz Bermúdez ca Lorena González
- Taide Rodríguez ca Cristina Hernández Campos
- Ferdinando Valencia ca Patricio Calderón
- Alberich Bormann ca Federico Díaz Ballesteros
- Erik Díaz ca Lucio Barragán
- Juan Carlos Flores ca Bruno Pintos Castro